# Etiolació
L'etiolació és un procés en el creixement de les plantes amb flors quan ho fan en condicions d'absència total o parcial de la llum. Es caracteritza per presentar tiges llargues i febles; fulles més petites i esparses per tenir entrenusos més llargs; i un color groc pàl·lid (clorosi). Incrementa la probabilitat que la planta arribi a una font de llum, sovint ja des de sota terra, la fullaraca o l'ombra d'una planta competidora. Les puntes en creixement estan fortament atretes per la llum i s'allarguen cap ella. El color pàl·lid és el resultat per la pèrdua de la clorofil·la. La causa de l'allargament és per les auxines. Les auxines no són actives exposades a la llum; quan són actives estimulen la bomba de protons incrementa l'acidesa de la paret cel·lular i activa l'expansina (un enzim que trenca enllaços de l'estructura de la paret cel·lular) en la paret cel·lular) la qual cosa afebleix aquesta paret i permet que la cèl·lula s'expandeixi.
Els cloroplasts que no han estan exposats a la llum es diuen etioplasts (vegeu també plastidis).
La Desetiolació, d'altra banda, és una sèrie de canvis fisiològics i bioquímics en el brot de la planta que experimenta en resposta a la llum solar. Amb aquests canvis la planta es prepara per a fer la fotosíntesi.
Alguns dels canvis que ocorren inclouen:
1. Inhibició de l'allargament de l'hipocòtil.
2. Estimulació de l'expansió dels cotilèdons.
3. Obertura del ganxo apical.
4. Estimulació de la síntesi d'antocians.
5. Estimulació del desenvolupament dels cloroplasts a partir dels etioplasts.

Aquests procés està regulat per l'exposició a diversos pigments fotoreceptors. El fitocrom A i el fitocrom B tots dos responen a un increment de la proporció de la regió de llum vermella a l'ultra roig quan el brot surt de la terra. El criptocrom 1 respon a l'increment de la proporció de la regió de la llum blava quan el brot arriba a la superfície.